# Vantsjön
Vantsjön är en sjö i Vilhelmina kommun i Lappland och ingår i Ångermanälvens huvudavrinningsområde. Sjön har en area på 0,492 kvadratkilometer och ligger 474,1 meter över havet.

## Delavrinningsområde
Vantsjön ingår i det delavrinningsområde (717195-157062) som SMHI kallar för Ovan Åsvattenbäcken. Medelhöjden är 490 meter över havet och ytan är 24,15 kvadratkilometer. Räknas de 4 avrinningsområdena uppströms in blir den ackumulerade arean 57,86 kvadratkilometer. Risån som avvattnar avrinningsområdet har biflödesordning 3, vilket innebär att vattnet flödar genom totalt 3 vattendrag innan det når havet efter 335 kilometer. Avrinningsområdet består mestadels av skog (58 procent) och sankmarker (31 procent). Avrinningsområdet har 0,49 kvadratkilometer vattenytor vilket ger det en sjöprocent på 2 procent.